# Michael Tippett
Michael Kemp Tippett, CH CBE (Londres, 2 de janeiro de 1905 — Londres, 8 de janeiro de 1998) foi um compositor inglês que ganhou destaque durante e imediatamente após a Segunda Guerra Mundial. Em sua vida, ele às vezes foi classificado com seu contemporâneo Benjamin Britten como um dos principais compositores britânicos do século XX. Entre suas obras mais conhecidas estão o oratório A Child of Our Time, a Orquestral Fantasia Concertante sobre um Tema de Corelli e a ópera The Midsummer Marriage.
O talento de Tippett se desenvolveu lentamente. Ele retirou ou destruiu suas primeiras composições e tinha 30 anos antes de qualquer uma de suas obras ser publicada. Até meados dos anos 1950, sua música tinha um caráter amplamente lírico, antes de mudar para um estilo mais adstringente e experimental. Novas influências, incluindo jazz e blues após sua primeira visita à América em 1965, tornou-se cada vez mais evidente em suas composições. Embora a estatura de Tippett junto ao público continuasse a crescer, nem todos os críticos aprovaram essas mudanças de estilo, alguns acreditando que a qualidade de seu trabalho sofreu como consequência. Por volta de 1976, as últimas obras de Tippett começaram a refletir as obras de sua juventude por meio de um retorno ao lirismo. Embora ele tenha sido muito honrado em vida, o julgamento crítico sobre o legado de Tippett tem sido desigual, o maior elogio sendo geralmente reservado para seus trabalhos anteriores. Seu centenário em 2005 foi um caso silencioso; além das poucas obras mais conhecidas, sua música foi executada com pouca freqüência no século XXI.
Tendo abraçado o comunismo brevemente na década de 1930, Tippett evitou se identificar com qualquer partido político. Pacifista depois de 1940, foi preso em 1943 por se recusar a cumprir os deveres relacionados à guerra exigidos por sua isenção militar. Suas dificuldades iniciais em aceitar sua homossexualidade o levaram em 1939 à psicanálise junguiana; a dicotomia junguiana de "sombra" e "luz" permaneceu um fator recorrente em sua música. Ele foi um forte defensor da educação musical e foi ativo durante grande parte de sua vida como locutor de rádio e escritor de música.

## Escritos
Três coleções de artigos e conversas transmitidas de Tippett foram publicadas:
- Moving into Aquarius (1959). Londres, Routledge e Kegan Paul. OCLC 3351563
- Music of the Angels: essays and sketchbooks of Michael Tippett  (1980). London, Eulenburg Books. ISBN  0-903873-60-5
- Tippett on Music (1995). Oxford, Clarendon Press. ISBN 0-19-816541-2

## Trabalhos (seleção)
Ópera (tudo em três atos; os libretos são todos do compositor):
- 1955: O casamento de verão
- 1961: Rei Príamo (alemão: König Priamos )
- 1970: The Knot Garden (alemão: Der Mafgarten )
- 1973-76: The Ice Break
- 1986-88: Ano Novo

Coro:
- 1939-41: A Child of Our Time . Oratório para soprano, alto, tenor, baixo, coro e orquestra
- 1953: Coroa do Ano
- 1960: canção de ninar
- 1965: A Visão de Santo Agostinho para barítono, coro e orquestra
- 1970: The Shires Suite
- 1982/83: The Mask of Time para soprano, mezzo-soprano, tenor, barítono, coro e orquestra
- Five Negro Spirituals , Dance, Clairon Air , Four Songs from the British Islands

Orquestra:
- 1939: Concerto para orquestras de duas cordas
- 1942: Fantasia sobre um tema de Handel para (2) piano e orquestra
- 1944–78: 4 sinfonias (1944–45; 1958; 1972, com solo de soprano; 1978)
- 1946: Little Music para orquestra de cordas
- 1948: Suíte para o aniversário do Príncipe Charles
- 1953: Fantasia Concertante sobre um tema de Corelli para orquestra de cordas
- 1953: Danças Rituais do Casamento do Solstício de Verão
- 1954: Divertimento na Rodada de Vendedores para orquestra de câmara
- 1956: concerto para piano
- 1962/63: Concerto para orquestra
- 1978/79: Concerto Triplo para violino, viola, violoncelo e orquestra
- 1989: Suíte de Ano Novo para Orquestra
- 1991-93: The Rose Lake . Poesia sinfônica

Música de câmara:
- 1934/35: quartetos de 5 cordas (revisado em 1943; 1941/42; 1945/46; 1977/78; 1990/91)
- 1955: Sonata para quatro chifres

Instrumentos solo:
- 1936/37: 4 sonatas para piano (revisadas em 1942, 1954; 1962; 1972/73; 1984)
- 1982/83: The Blue Guitar , sonata para violão solo

Outras obras para metais, piano, órgão e vocal